# 王文介
王文介（1916年—1983年），中国人民解放军将领、中国人民解放军开国少将。
曾任高级炮兵学校政委。1955年，授予中国人民解放军少将。